# Сезар Бутвіль
Сезар Бутвіль (фр. César Boutteville; 24 червня 1917, Ханой — 21 травня 2015, Версаль) — французький шахіст.

## Життєпис
Народився в передмісті Ханоя (Thịnh Hào; зараз це район Донгда) в сім'ї француза і в'єтнамки. 1929 року разом з батьками приїхав до Франції. Родина спочатку жила у місті Булонь-сюр-Мер, пізніше переїхала до Рубе. Під час Другої Світової війни переїхав до Парижа, де почав активно виступати в місцевих турнірах.
Славився агресивним стилем гри. Серед журналістів мав прізвисько Борець.
Шість разів ставав чемпіоном Франції (1945, 1950, 1954, 1955, 1959, 1967 роки), ще чотири рази (1949, 1952, 1957, 1965 роки) вигравав срібні медалі. У складі збірної Франції брав участь у семи шахових олімпіадах (1956-1968) та кількох міжнародних матчах.
Шість разів вигравав чемпіонати Парижа (1944, 1945, 1946, 1952, 1961, 1972 роки).
У складі збірної паризького клубу «Каїса» кілька разів вигравав командні чемпіонати Франції.
Повернувся в шахи після тривалої перерви. Брав участь у змаганнях навіть у 90 років. В останні роки виступав за шаховий клуб міста Ле-Шене. У жовтні 2007 року мав рейтинг Ело 2217.
Найвищий історичний рейтинг Бутвіля (за версією Chessmetrics) — 2432 (у грудні 1964 року).

## Спортивні результати
| Рік         | Місто            | Змагання                                                      | + | − | = | Результат | Місце |
| ----------- | ---------------- | ------------------------------------------------------------- | - | - | - | --------- | ----- |
| 1945        | Рубе             | Чемпіонат Франції                                             |   |   |   |           | 1     |
| 1946        |                  | Радіоматч Франція — Австралія (проти Гарі Кошницького)        | 0 | 0 | 1 | ½ з 1     |       |
|             |                  | Матч Франція — Швейцарія (1-ша шахівниця, проти Ганса Йонера) | 0 | 2 | 0 | 0 з 2     |       |
| 1947        | Париж            | Матч Франція — Чехословаччина (проти Ярослава Шайтара)        | 0 | 1 | 1 | ½ з 2     |       |
| 1949        | Безансон         | Чемпіонат Франції                                             |   |   |   |           | 2—3   |
| 1950        | Екс-ан-Прованс   | Чемпіонат Франції                                             |   |   |   |           | 1     |
| 1952        | Шарлевіль-Мезьєр | Чемпіонат Франції                                             |   |   |   |           | 2—3   |
| 1954        | Марсель          | Чемпіонат Франції                                             |   |   |   |           | 1     |
|             | Париж            | Матч Франція — СРСР (5-та шахівниця, проти Олександра Котова) | 0 | 2 | 0 | 0 з 2     |       |
| 1955        | Тулуза           | Чемпіонат Франції                                             |   |   |   |           | 1     |
| 1956        | Москва           | 12-та Олімпіада (збірна Франції, 2-га шахівниця)              | 4 | 8 | 4 | 6 з 16    |       |
| 1957        | Бордо            | Чемпіонат Франції                                             |   |   |   |           | 2     |
| 1958        | Мюнхен           | 13-та Олімпіада                                               | 4 | 8 | 2 | 5 з 14    |       |
| 1959        | Реймс            | Чемпіонат Франції                                             |   |   |   |           | 1     |
| 1960        | Лейпциг          | 14-та Олімпіада                                               | 6 | 9 | 2 | 7 з 17    |       |
| 1962        | Варна            | 15-та Оліміпада                                               | 6 | 9 | 3 | 7½ з 18   |       |
| 1962 / 1963 | Париж            | Міжнародний турнір                                            | 3 | 2 | 6 | 6 з 11    | 3     |
| 1963        | Париж            | Міжнародний турнір                                            | 4 | 2 | 5 | 6½ з 11   | 3—4   |
| 1964        | Бордо            | Міжнародний турнір                                            | 4 | 4 | 2 | 5 з 10    | 10—13 |
|             | Тель-Авів        | 16-та Олімпіада                                               | 6 | 3 | 5 | 8½ з 14   |       |
| 1965        | Дюнкерк          | Чемпіонат Франції                                             |   |   |   |           | 2—3   |
| 1966        | Гавр             | Міжнародний турнір                                            | 3 | 5 | 3 | 4½ з 11   | 8—10  |
|             | Гавана           | 17-та Олімпіада                                               | 0 | 6 | 5 | 2½ з 11   |       |
| 1967        | Дьєпп            | Чемпіонат Франції                                             | 7 | 0 | 4 | 9 з 11    | 1     |
| 1968        | Лугано           | 18-та Олімпіада (збірна Франції, 1-ша шахівниця)              | 3 | 5 | 4 | 5 з 12    |       |